# Alex Chesterman
Alexander Edward Chesterman OBE, né le 9 janvier 1970, est un entrepreneur britannique d'Internet.
Il fonde le site web d'informations sur les propriétés Zoopla (en) en 2007.
Plus tôt dans sa carrière, il avait fondé ScreenSelect (renommé plus tard, LoveFilm), un fournisseur britannique de DVD par courrier et de vidéo à la demande en flux direct au Royaume-Uni et en Allemagne, qui a été vendu à Amazon,,. Il est également fondateur de Cazoo

## Formation
Alex Chesterman est titulaire d'un Bachelor de science économique de l'University College de Londres.